# Lantame Ouadja
Lantame Ouadja est un footballeur togolais né le 28 août 1978 à Lomé. Il a participé avec le Togo à la Coupe d'Afrique des nations de football 2000.

## Palmarès
- Club africain (1)
  - Championnat de Tunisie de football
    - Champion : 1996
- Servette FC (1)
  - Championnat de Suisse de football
    - Champion : 1999

  - Coupe de Suisse de football
    - Vainqueur : 2001
- Al Sadd Doha (2)
  - Coupe du Qatar de football
    - Vainqueur : 2003

  - Coupe Crown Prince de Qatar
    - Vainqueur : 2003
- Wisła Cracovie (1)
  - Championnat de Pologne de football
    - Champion : 2004